# Manggar
Manggar (chinesisch: 芒加尔) ist ein Unterbezirk auf der Insel Belitung (niederländisch Billiton) in der Provinz Bangka-Belitung in Indonesien. Es ist die Hauptstadt des Regierungsbezirks Ost-Belitung.

## Geschichte
In den 1860er Jahren erkundeten niederländische Prospektoren der Billiton Maatschappij das Gebiet und gründeten den Bergbaubezirk Burung Mandi Lenggang. Im Jahr 1863 wurde am rechten Ufer des Manggar-Flusses eine Zinngrube errichtet, und der Bezirk wurde 1866 in Manggar-Distrikt umbenannt. Manggar wurde am 8. Oktober 1871 für die Einwanderung ausländischer Orientalen geöffnet, was als Gründungsdatum des Distrikts gilt.
Ende 1945, während der frühen Phase der indonesischen Nationalrevolution, besetzten die niederländischen Behörden die Stadt erneut, obwohl sie auf einigen Widerstand der neu gebildeten indonesischen Streitkräfte stießen. Nach der indonesischen Unabhängigkeit war der Unterbezirk Manggar einer der vier Unterbezirke, die in den 1980er Jahren die Insel Belitung umfassten. Manggar wurde nach seiner Gründung im Jahr 2003 zum Sitz der Verwaltung von Ost-Belitung.

## Demographische Daten
In Manggar leben 37.700 Menschen in 12.470 Haushalten. Damit ist es der bevölkerungsreichste Unterbezirk in Ost-Belitung und nach Tanjung Pandan der zweitbevölkerungsreichste auf der Insel. Das Geschlechterverhältnis beträgt 104,5 Männer zu 100 Frauen.

## Verwaltung
Der Unterdistrikt Manggar ist weiter in neun Dörfer (desa) unterteilt.  Von diesen werden drei – Kelubi, Buku Limau und Bentaian Jaya – von der indonesischen Statistik als „ländlich“ klassifiziert, während die übrigen „städtisch“ sind.
| Dorf          | Einwohner | Fläche (km²) |
| ------------- | --------- | ------------ |
| Kelubi        | 2.554     | 85,91        |
| Padang        | 6.949     | 96,00        |
| Lalang        | 4.484     | 3,25         |
| Lalang Jaya   | 3.576     | 1,38         |
| Kurnia Jaya   | 5.539     | 2,40         |
| Baru          | 9.428     | 2,70         |
| Bentaian Jaya | 1.446     | 32,09        |
| Mekar Jaya    | 2.908     | 1,37         |
| Buku Limau    | 816       | 3,90         |

Für die Wahlen zum Gemeinderat von Ost-Belitung teilt sich Manggar einen Wahlbezirk mit dem benachbarten Unterbezirk Simpang Renggiang.

## Historische Fotos

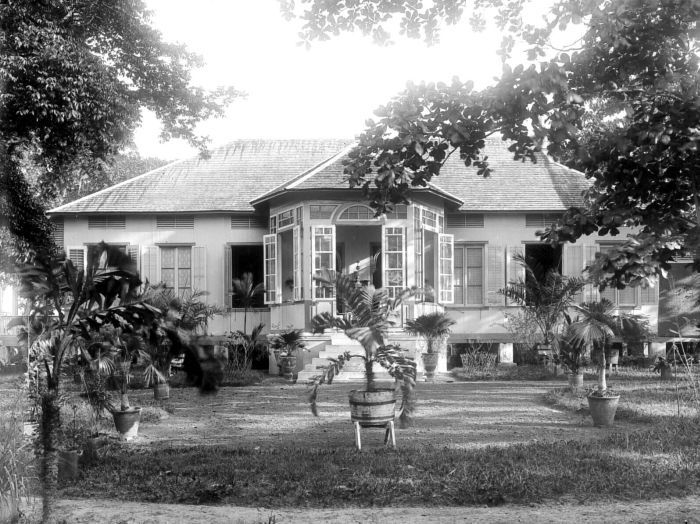
Wohngebäude der Billiton Maatschappij
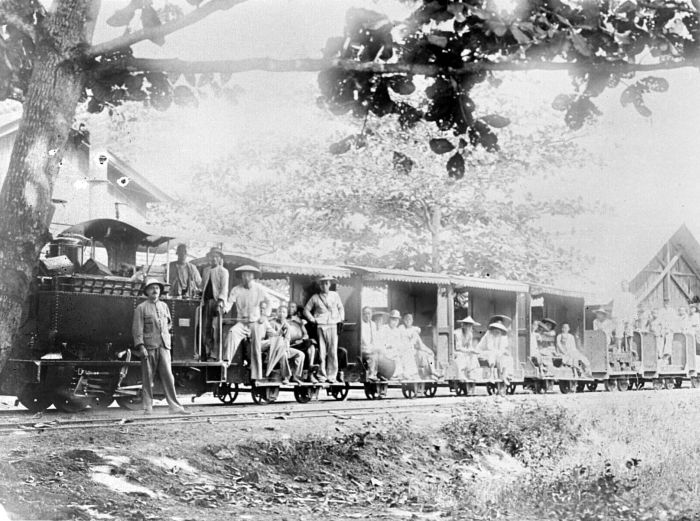
Feldbahn
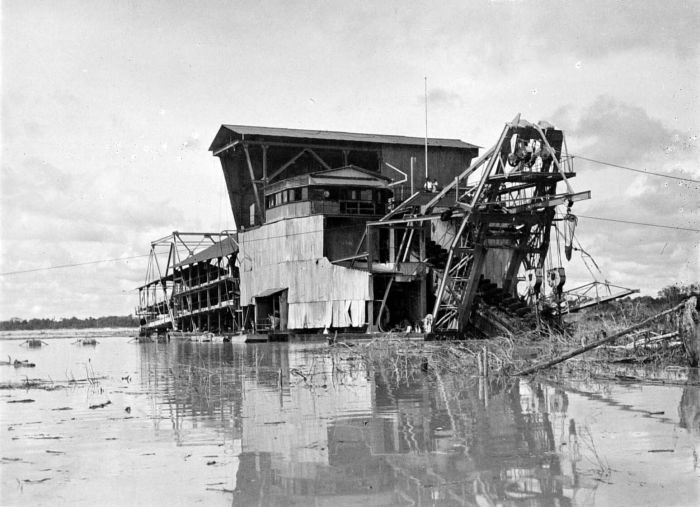
Eimerkettenbagger Nr. 6 Teriga
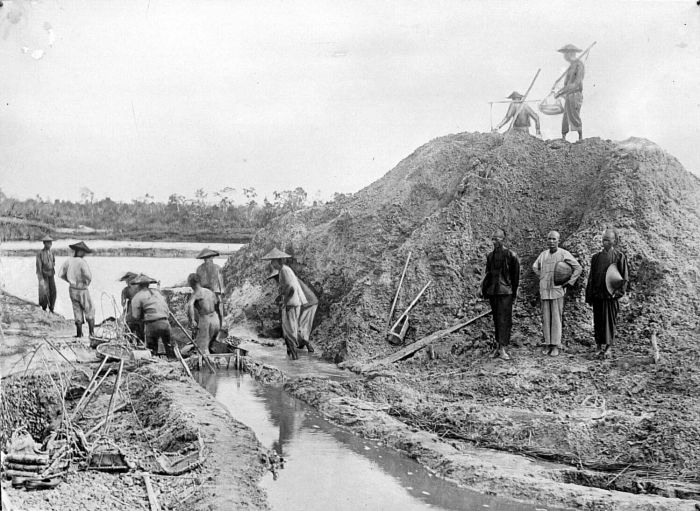
Arbeiter waschen das Erz
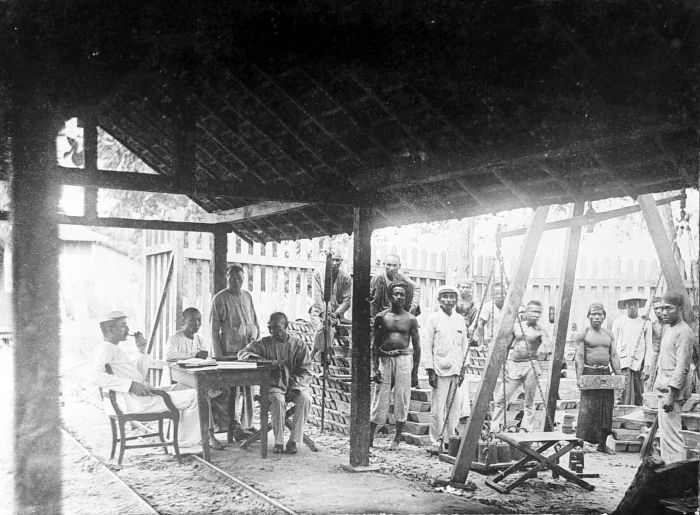
Zinn-Waage in einem Lagerhaus
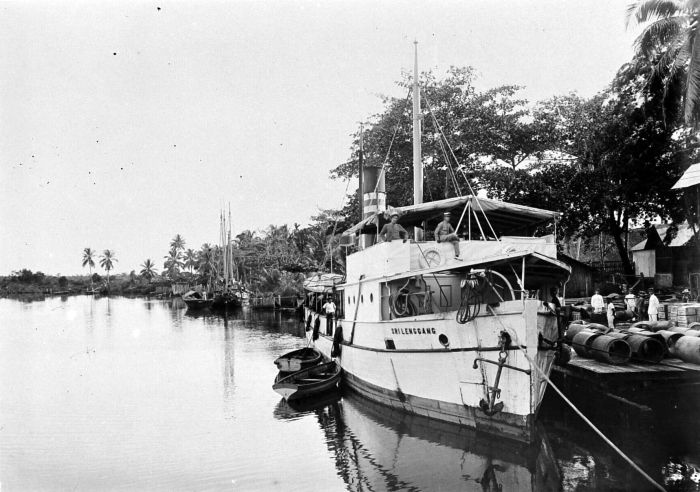
Sri Lenggang im Hafen von Manggar